# Рок-гурт
Рок-гурт — музичний колектив, що працює в жанрі рок-музики. В українську мову термін прийшов з англійської мови (англ. rock group, rock band). У роки існування СРСР уживався офіційний термін вокально-інструментальний ансамбль (ВІА). Перші рок-гурти з'явилися в США і Великої Британії у другій половині 1950-х рр., одночасно з популяризацією рок-н-ролу.

## Розвиток формату
Розвиток формату рок-гуртів пов'язаний зі зростанням частки власної творчості в репертуарі музичних виконавців, адже до середини 1960-х музичні колективи, як правило, виконували чужі пісні або користувалися звичайним акомпанійним ансамблем при лідері-співаку. Тенденція до самостійного написання пісень і вироблення аранжувань створила потребу в організації колективів нового типу, кожен учасник якого вносив щось своє в музику гурту. У Великій Британії на хвилі скіфла і загального масового захоплення рок-н-ролом серед молоді в 1950-ті рр. з'явилися сотні аматорських скіфл-гуртів, багато учасників яких стали відомими музикантами.
Серед перших відомих рок-гуртів — «The Crickets», «The Coasters», «The Shadows» тощо. В Україні першим визнаним рок-гуртом був «Еней», який з'явився у 1969, утім на той час вже існувало чимало ВІА та підпільних гуртів, наприклад «Гуцули». На початку 1970-х рок-музику в СРСР було заборонено, й навіть «Еней» зник, а термін «рок-гурт» остаточно замінили на «ансамбль» аж до початку Перебудови у 1980-х.
Музична індустрія, проте, продовжувала наголошувати на маркетованих лідерах музичних колективів, ніж гуртах як таких. Лише великий успіх і яскраво змальований імідж таких гуртів, як «The Beatles», «The Beach Boys», допоміг по-справжньому зламати цю тенденцію. Наприклад, «The Beatles» значно вплинули на формат рок-гуртів 1960-х рр. і загалом на архетип рок-гуртів як такий.
При цьому вони також вплинули й на створення штучних, зроблених продюсерами колективів, для яких підбирався яскравий імідж, писалася музика тощо. Типові приклади — «The Monkees», «Herman's Hermits», які не грали на музичних інструментах при записі в студії, проте, мали безліч хітів і велику популярність. Велику роль у них відіграли, відповідно, продюсери й менеджери. Як правило, музична діяльність таких колективів спадала, щойно змінювалися музичні стилі.
У більшості випадків рок-гурти тяжіють до двох типів, описаних вище, — самостійно розвинутих і продюсерських проєктів. Можливі гібридні варіанти, коли гурт створюється менеджером, ним підбираються музиканти та задається загальний імідж, проте власне пісні пишуть і грають самі учасники такого гурту («Sex Pistols», «The Clash»).

## Структура
У найпоширенішому варіанті до складу рок-гурту входять виконавці на типових для рок-музики інструментах (гітара, бас, барабани, клавішні). Класичний склад виглядає таким чином:
- Вокаліст
- Гітарист (лідер-гітара)
- Ритм-гітарист
- Бас-гітарист
- Барабанщик або перкусист

Нерідко в тріо, що складаються лише з гітариста, бас-гітариста і барабанщика, функції вокаліста виконує один із музикантів («Cream», «The Police», «Stray Cats», «Nirvana»).